# Dipterocarpus semivestitus
Espèce
Classification phylogénétique
Statut de conservation UICN

 CR A1cd+2cd, B1+2c, C1, D : 
En danger critique
Dipterocarpus  semivestitus est une espèce de grands arbres sempervirents de la Péninsule Malaise et de Bornéo, appartenant à la famille des Diptérocarpacées.

## Répartition
Forêts inondées de basse altitude de la Péninsule Malaise et du Kalimantan

## Préservation
En danger critique d'extinction du fait de la déforestation et de l'exploitation forestière.